# John Wallace
John William Wallace (ur. 1 kwietnia 1962 w Burlington) – kanadyjski wioślarz. Złoty medalista olimpijski z Barcelony.

## Kariera sportowa
Brał udział w igrzyskach (IO 88, IO 92). W 1992 wspólnie z kolegami triumfował w ósemce. W ósemce był również srebrnym medalistą mistrzostw świata w 1990 i 1991. Jego żoną była Silken Laumann, wioślarka i medalistka olimpijska.